# Chiesa di Santa Maria Maggiore (Piedimonte Matese)
La chiesa di Santa Maria Maggiore, nota anche con il titolo di basilica, è la parrocchiale di Piedimonte Matese, in provincia di Caserta e diocesi di Alife-Caiazzo; fa parte della forania di Alife.

## Storia
Il primitivo luogo di culto cristiano di Piedimonte sorse nel VI secolo ed era detto nei primi secoli ad pedem de monte; verso l'anno mille, in seguito alla costruzione di nuovi luoghi di culto in zona, ne divenne la chiesa matrice e assunse il titolo di Santa Maria Maggiore.
Nel 1417 la chiesa ricevette la qualifica di collegiata, essendo istituito un capitolo composto da sette canonici, ai quali si aggiunsero nel 1580 altri cinque, portando così il numero a dodici.
L'anno seguente papa Gregorio XIII elevò la parrocchiale ad arcipretale, mentre poi nel 1660 papa Alessandro VII la dichiarò "chiesa insigne".
La cerimonia di posa della prima pietra della nuova parrocchiale si tenne il 7 aprile 1725 alla presenza del vescovo di Alife Angelo Maria Porfirio. Nel 1752 si procedette alla demolizione dell'antico luogo di culto, mentre quello settecentesco fu benedetto il 7 agosto del 1773 fu benedetta dal vescovo Francesco Ferdinando Sanseverino; il campanile, disegnato dall'ingegner Brunelli, venne eretto nel 1786.
Nel 1841 si provvide alla realizzazione dell'organo e il 14 maggio 1860 la parrocchiale venne consacrata dal vescovo Gennaro Di Giacomo, mentre nel 1879 fu posato il nuovo pavimento; la volta della navata, in seguito a un crollo, fu ripristinata nel 1934.
Il 24 dicembre 1945 papa Pio XII decretò il conferimento alla chiesa del titolo di basilica minore.
L'adeguamento liturgico secondo le usanze postconciliari venne eseguito nel 1985 mediante l'aggiunta dell'altare rivolto verso l'assemblea, mentre tra il 1988 e il 1991 si provvide a restaurare l'esterno della chiesa.

## Descrizione

### Esterno
La facciata a salienti della chiesa, rivolta a sudovest, è suddivisa da una cornice marcapiano in due registri, entrambi scanditi da lesene: quello inferiore presenta centralmente il portale maggiore, sormontato da un'epigrafe, e ai lati i due ingressi secondari e altrettante nicchie vuote, mentre quello superiore è caratterizzato da una finestra e coronato dal timpano dentellato di forma triangolare.
Annesso alla parrocchiale è il campanile a base quadrata, la cui cella presenta su ogni lato una finestra ed è coperta dalla cupola abbellita da embrici maiolicati.

### Interno
L'interno dell'edificio si compone di un'ampia navata centrale, sulla quale si affacciano le cappelle laterali, introdotte da archi a tutto sesto e tra di loro intercomunicanti a formare due navatelle minori, e le cui pareti sono scandite da lesene terminanti con capitelli corinzi e sorreggenti la trabeazione modanata e aggettante sopra la quale si imposta la volta a botte unghiata; al termine dell'aula si sviluppa il presbiterio, rialzato di tre gradini, delimitato da balaustre e coperto anch'esso da volta a botte.
Qui sono conservate diverse opere di pregio, tra le quali la tavola avente come soggetto la Madonna delle Grazie tra Santi, eseguita nel XVI secolo, il polittico raffigurante la Madonna con Bambino in trono e Santi, risalente anch'esso al Cinquecento, le tre tele ottocentesche ritraenti rispettivamente il Transito di San Francesco d'Assisi, Mosè che fa scaturire l?acqua dalla roccia e Mosè al pozzo di Madian, e la pala che rappresenta il Riposo della fuga in Egitto, dipinta nel Settecento.